# Capitol Theater (Düsseldorf)

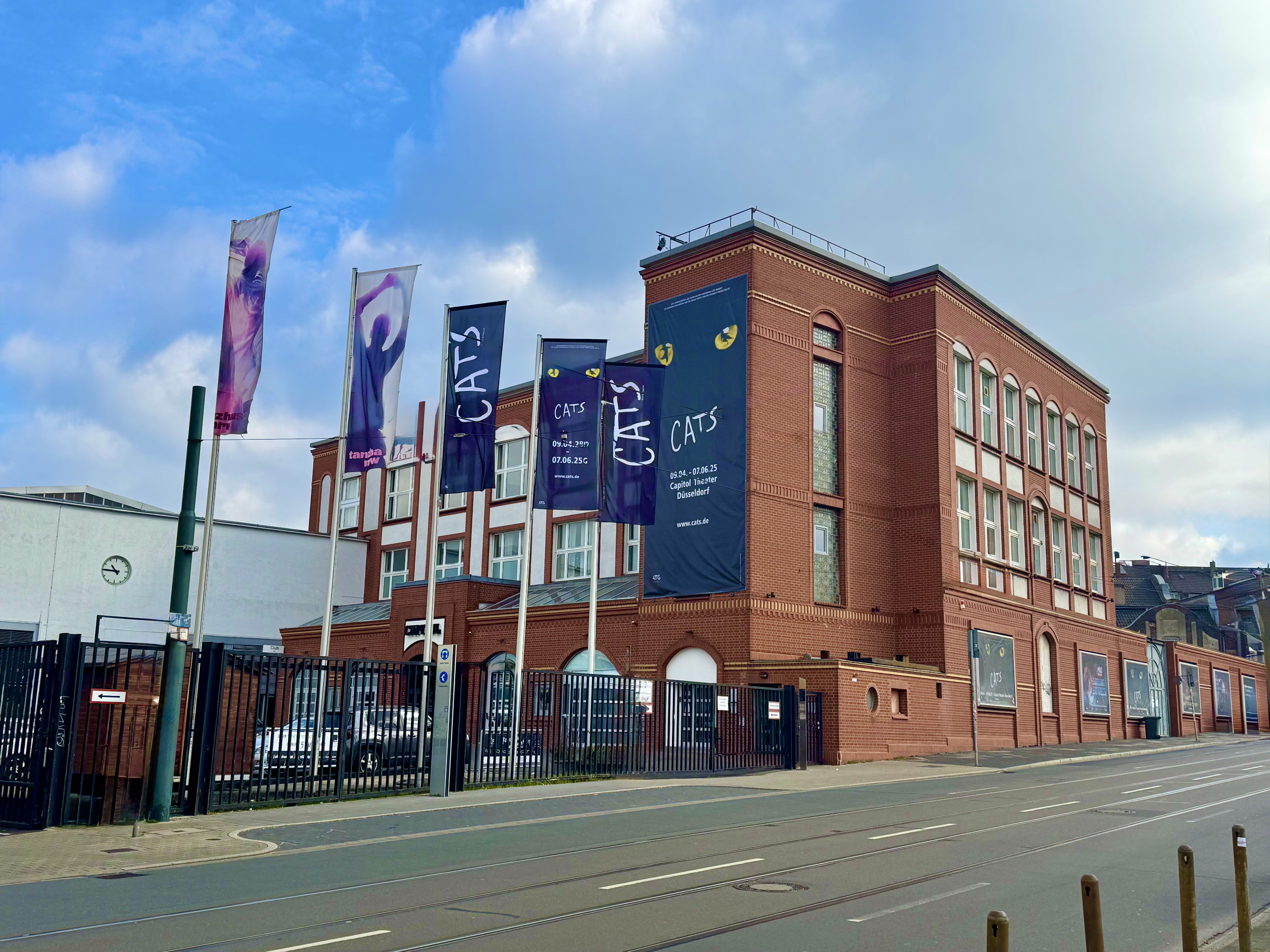
Capitol Theater

Das Capitol Theater ist das größte Theater in Düsseldorf.

## Geschichte
1994 wurde das über 100 Jahre alte Straßenbahndepot der Rheinbahn AG vom ehemaligen TOP-Magazin-Verleger Lothar Neuse in ein Theater umgebaut und mit der Premiere der Musik-Show Broadway Düsseldorf eröffnet. Ein Jahr später übernahmen die Produzenten Thomas Krauth und Michael Brenner das Theater. Sie brachten im Januar 1996 das Musical Grease auf die Bühne, das mit drei Jahren Spielzeit und rund 1,2 Millionen Besuchern Düsseldorf erstmals einen Platz in der Riege der renommierten Musicalstädte verschaffte. 1999 wurde das Haus umfangreich renoviert. Die ursprüngliche Backsteinarchitektur und der Charakter des ehemaligen Depots blieben dabei erhalten.

## Zahlen und Fakten
Das Capitol Theater verfügt über einen großen Saal (1140 m²) mit 1131 Plätzen und einen „Club“ (630 m²) mit bis zu 475 Plätzen (Dinnerbestuhlung: 300 Plätze, Reihenbestuhlung: 475 Plätze). Das Foyer mit circa 1500 m² ist unterteilt in ein unteres und ein oberes Foyer, einen Wintergarten und fünf Bars. Im Capitol Theater werden Eigenproduktionen und Gastspiele gezeigt. Zudem haben zahlreiche namhafte Firmen das Theater als Eventlocation genutzt. Bis 2009 wurde das Theater durch den Produzenten Thomas Krauth betrieben, der in dieser Zeit die Uraufführungen der Musicals Miami Nights (2002) und Das Mädchen Rosemarie (2004) als Eigenproduktion auf die Bühne brachte. Seit 1998 gehört auch der Musical Dome in Köln zur Theatergruppe und seit 2002 das Rollschuh-Musical Starlight Express in Bochum.
2009 übergab Thomas Krauth das Unternehmen an den Produzenten Maik Klokow, blieb allerdings Eigentümer des Capitol Theaters.
Die Mehr-BB Entertainment ist seit 2018 ein Tochterunternehmen der Ambassador Theatre Group (ATG). 
Von Januar 2015 bis 2021 leitete Henning Pillekamp das Theater. 2021 übergab er die Theaterleitung an Bettina Römer. Seit Juni 2022 war David de Zwaan Theaterleiter des Capitol Theaters. Im März 2025 gab die Ambassador Theatre Group (ATG) bekannt, dass Andreas Mergl die Leitung des Theaters übernehmen wird.

## Produktionen
| Musicals (Auswahl) - Grease - Forever Plaid - Godspell - The Rocky Horror Show - Rent - Cabaret - Chicago - Miami Nights (Welt-Uraufführung) - Das Mädchen Rosemarie (Welt-Uraufführung) - Cats - Saturday Night Fever - Elisabeth - Evita - Kein Pardon – Das Musical (Welturaufführung: 6. November 2011) - Shrek – Das Musical (Deutschsprachige Uraufführung 19. Oktober 2014) - Dirty Dancing – Das Original Live On Tour - Vom Geist der Weihnacht - Abenteuerland (Das Musical mit den Hits von PUR) - Cats Comedy (Auswahl) - Caveman - Quatsch Comedy Club - Cavequeen Tanz (Auswahl) - Tap Dogs - Rock The Ballet - Irish Celtic - Momix Botanica - Swanlake Reloaded - Romeo & Juliet | Shows (Auswahl) - Last Christmas – Dinner & Show - The Rat Pack - Berlin Comedian Harmonists - ABBA Mania - That’s Life – Dinner & Musical - Tonight – Dinner & Show - Stomp - Shadowland - Mayumana Konzerte (Auswahl) - Maite Kelly - Uwe Kröger & Pia Douwes - Naturally7 - Michael Patrick Kelly - New Fall Festival mit Patrice, Marianne Faithfull und Olli Schulz Events (Auswahl) - Marken-Award/Night of the Brands - Plakadiva - Nacht der Löwen - Programmpräsentation ProSieben/SAT1-Media - Web Video Award |